# Iglesia evangélica en Alemania
La Iglesia evangélica en Alemania (Evangelische Kirche in Deutschland, EKD) (también conocida como Iglesia luterana alemana) es la organización más importante del protestantismo en este país. Está compuesta de una federación de veinte iglesias y denominaciones regionales protestantes luteranas, reformadas (calvinistas) y protestantes unidas (por ejemplo, Unión Prusiana) en Alemania, que colectivamente abarca a la gran mayoría de protestantes en ese país. En 2019, la EKD tenía una membresía de 20.713.000 miembros, o el 24,9% de la población alemana. Constituye uno de los cuerpos protestantes nacionales más grandes en el mundo. Las oficinas eclesiásticas que administran la federación se encuentran en Herrenhausen, Baja Sajonia. Muchos de sus miembros se consideran luteranos.
Históricamente, el primer intento formal de unificar el protestantismo alemán ocurrió durante la República de Weimar en la forma de la Confederación de la Iglesia Evangélica Alemana, que existió desde 1922 hasta 1933. Anteriormente, hubo esfuerzos reales exitosos en unidad en varios estados alemanes, comenzando por Prusia y varios estados alemanes menores (por ejemplo, el ducado de Nassau) en 1817. Estas uniones resultaron en las primeras iglesias protestantes unidas y unificadas, un nuevo desarrollo dentro del protestantismo que luego se expandió a otras partes del mundo.
Cuando Adolf Hitler llegó al poder en 1933, su administración trató de reorganizar la antigua confederación en una Iglesia Evangélica Alemana unificada, ya que Hitler quería usar una sola iglesia protestante para promover sus propias ambiciones. Esto fracasó completamente por la pugna entre la disidente Iglesia Confesante y los Cristianos Alemanes, estos últimos dirigidos por la Reichskirche. Otras iglesias protestantes se alinearon con uno de estos grupos o se mantuvieron neutrales en esta lucha interna.
El consejo de la iglesia de la posguerra emitió la Declaración de Culpabilidad de Stuttgart el 19 de octubre de 1945, confesando su culpabilidad y declarando el remordimiento por la indiferencia y la inacción de los protestantes alemanes ante las atrocidades cometidas por el régimen de Hitler como medio para abordar el colectivo alemán de culpa. En 1948, la Iglesia Evangélica en Alemania se organizó después de la Segunda Guerra Mundial para funcionar como una nueva organización paraguas para las iglesias protestantes alemanas. Como resultado de las tensiones entre la Alemania Occidental y la Alemania Oriental, las iglesias regionales de la Alemania Oriental se separaron de la EKD en 1969. En 1991, tras la reunificación alemana, las iglesias de la Alemania Oriental se reincorporaron a la EKD.
Las iglesias miembros (Gliedkirchen), aunque son independientes y tienen su propia organización teológica y formal, comparten la comunión del púlpito y del altar, están unidas en el sínodo de la EKD y son miembros individuales del Consejo Mundial de Iglesias (CMI) y de la Comunidad de Iglesias Protestantes en Europa (CPCE). Los límites de las iglesias de la EKD dentro de Alemania se asemejan parcialmente a los de los estados del Sacro Imperio Romano Germánico y a los de formaciones sucesoras de la condición de Estado alemán (en su mayor parte a los de las fronteras de 1815), debido a la relación históricamente estrecha e individual entre los estados e iglesias alemanes.
En cuanto al gobierno de la iglesia, las iglesias luteranas practican una política típicamente episcopal, mientras que las reformadas y las unidas son una mezcla de políticas presbiterianas y congregacionalistas. La mayoría de las iglesias miembros están dirigidas por un obispo (estatal). Sólo una iglesia miembro, la Iglesia Evangélica Reformada en Alemania, no está restringida a un determinado territorio. De alguna manera, las otras Iglesias miembros se parecen a las diócesis de las Iglesias católica y anglicana, desde un punto de vista organizativo.
Actualmente pertenece a Alianza Reformada Mundial y Consejo Mundial de Iglesias y está asociada a la Federación Luterana Mundial, Concilio Luterano Internacional y Consejo Mundial Metodista.
En Alemania el 24,9 % de la población pertenece a esta Iglesia. También son miembros los antiguos Presidentes Federales Horst Köhler y Joachim Gauck, así como la canciller Angela Merkel.

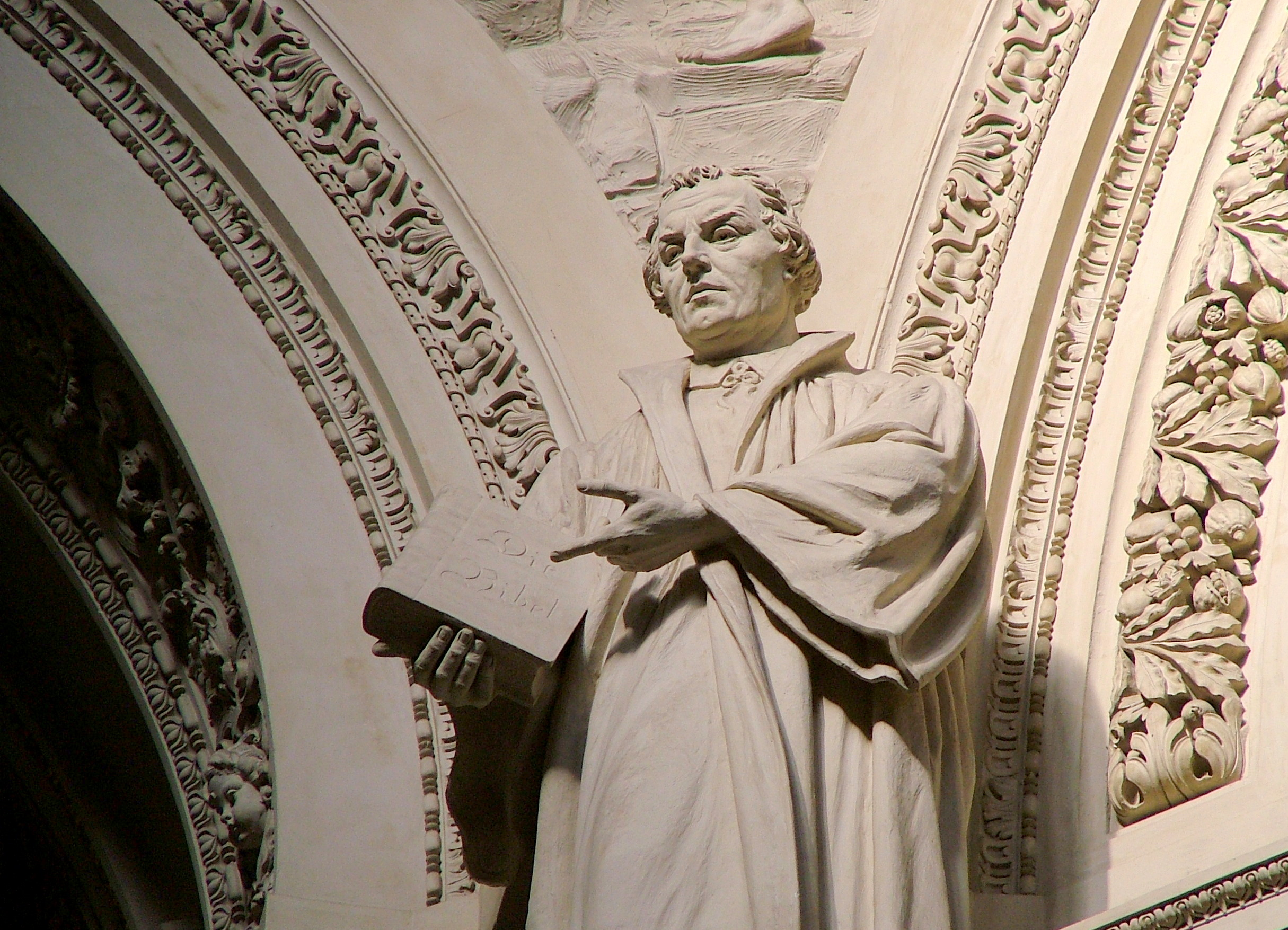
Estatua de Lutero en la catedral evangélica de Berlín

El máximo representante de esta Iglesia es el presidente del Consejo (Ratspräsident). En 2009 esta función fue ocupada, por primera vez, por una mujer, Margot Käßmann, la obispa de Hannover, que dimitió en febrero de 2010 como consecuencia de un incidente de tráfico en el que dio positivo en un control de alcoholemia. Finalmente se la reemplazó por Nikolaus Schneider.
- La Iglesia evangélica en Alemania mantiene estrechas relaciones con todas las organizaciones pertenecientes a:
  - Federación Luterana Mundial
  - Concilio Luterano Internacional
- Fuera de Alemania el equivalente a la Iglesia evangélica en Alemania serían las ramas Cristianas pertenecientes a la Federación Luterana Mundial o al Concilio Luterano Internacional.

## Nombre
El término alemán evangelisch aquí corresponde más exactamente al término más amplio protestante que al más concreto evangélico (en alemán llamado evangelikal), aunque la Iglesia Evangélica Luterana en América, la Iglesia Evangélica Luterana en Canadá y la Iglesia Evangélica Luterana de Inglaterra usan el término de la misma manera que la iglesia alemana. Literalmente, evangelisch significa "evangélico, del Evangelio", denotando un énfasis de la Reforma Protestante en sola scriptura, "solo por las escrituras". Martín Lutero alentó el uso de este término junto con "cristiano".

## Historia
Desde la Paz de Augsburgo en 1555 hasta el final de la Primera Guerra Mundial y el colapso del Imperio Alemán, algunas iglesias protestantes fueron iglesias estatales. Cada iglesia estatal o regional (en alemán, Landeskirche) era la iglesia oficial de cada uno de los estados de la Alemania imperial, mientras que el gobernante respectivo era el jefe formal de la iglesia (por ejemplo, el rey de Prusia encabezó la Unión de Iglesias Evangélicas de Prusia como gobernador supremo), similar al papel del monarca británico como el Gobernador supremo de la Iglesia de Inglaterra.
Esto cambió un poco con la creciente libertad religiosa en el siglo XIX, especialmente en los estados republicanos de Bremen, Fráncfort (1857), Lübeck y Hamburgo (1860). El mayor cambio se produjo después de la Revolución alemana, con la formación de la República de Weimar y la abdicación de los príncipes de los Estados alemanes. El sistema de iglesias estatales desapareció con la Constitución de Weimar (1919), que provocó la separación entre la Iglesia y el Estado y un deseo de que las iglesias protestantes se fusionaran. De hecho, una fusión estuvo permanentemente en discusión, pero nunca se materializó debido a la fuerte confianza en sí mismo y a las tradiciones regionales, así como a la fragmentación denominacional entre iglesias luteranas, reformadas y protestantes unidas.
Durante la Revolución, cuando los antiguos gobiernos eclesiásticos perdieron el poder, se formó la Unión de Iglesias del Pueblo Volkskirchenbund) y abogó por la unificación sin respetar la tradición teológica y aumentando también la participación de los laicos. Sin embargo, la Unión de Iglesias del Pueblo se dividió rápidamente a lo largo de líneas territoriales después de que mejorara la relación de las iglesias con los nuevos gobiernos.
Se comprendió que una iglesia protestante convencional para toda Alemania era imposible y que cualquier unión necesitaría un modelo federal. Las iglesias se reunieron en Dresde en 1919 y crearon un plan para la federación, y este plan fue adoptado en 1921 en Stuttgart. Luego, en 1922, las entonces 28 iglesias protestantes territorialmente definidas fundaron la Confederación de la Iglesia Evangélica Alemana (Deutscher Evangelischer Kirchenbund, DEK). En ese momento, esta federación era la federación de iglesias protestantes más grande de Europa con alrededor de 40 millones de miembros. Debido a que era una federación de organismos independientes, el trabajo de la Unión de Iglesias se limitó a misiones en el extranjero y relaciones con iglesias protestantes fuera de Alemania, especialmente protestantes alemanes en otros países.
En julio de 1933, la Iglesia Evangélica Alemana (Deutsche Evangelische Kirche, DEK) se formó bajo la influencia de los Cristianos Alemanes, un movimiento religioso pro-nazi. Tuvieron mucha influencia sobre las decisiones del primer Sínodo Nacional a través de su partidismo inequívoco en respaldar con éxito a Ludwig Müller) para el cargo de obispo del Reich. Sin embargo, no logró imponerse a las Landeskirchen a largo plazo. La Iglesia Confesante surgió en resistencia a la ideología del régimen nazi. Después de la instalación de Hanns Kerrl como ministro de asuntos eclesiásticos en una directiva del Führer del 16 de julio de 1935 y la fundación de la -al final no materializada- Iglesia Protestante del Reich, la DEK no jugó ningún más papel.
En 1948, liberadas de la influencia de los Cristianos Alemanes, las iglesias luteranas, reformadas y protestantes unidas se unieron como la Iglesia Evangélica en Alemania en la Conferencia de Eisenach. En 1969, las iglesias protestantes regionales en la Alemania Oriental y el Berlín Oriental se separaron de la EKD y formaron la Liga de Iglesias Evangélicas de la República Democrática Alemana (Bund der Evangelischen Kirchen in der DDR, BEK), en 1970 también se unió al distrito moravo de Herrnhut. En junio de 1991, tras la reunificación alemana, el BEK se fusionó con la EKD.
Si bien los miembros ya no son iglesias estatales, gozan de protección constitucional como corporaciones estaduales, y todavía se llaman Landeskirchen, y algunos tienen este término en sus nombres oficiales. Sin embargo, una traducción moderna al español sería "iglesia regional". Aparte de algunos cambios menores, los territorios de las iglesias miembros reflejan hoy la organización política de Alemania en el año 1848, con iglesias regionales para estados o provincias que a menudo ya no existen o cuyas fronteras cambiaron desde entonces. Por ejemplo, entre 1945 y 1948, las seis provincias eclesiásticas restantes (Kirchenprovinzen), cada una comprendiendo territorialmente una de las Provincias de la antigua Prusia, dentro de la Unión de Iglesias Evangélicas de Prusia asumió su independencia como consecuencia del alejamiento entre ellas durante la lucha de las iglesias nazi Kirchenkampf. Esto convirtió a la Unión de Iglesias Evangélicas de Prusia en una mera cobertura, siendo ella misma miembro de EKD (y la BEK, 1969-1991) pero cubriendo algunos cuerpos eclesiásticos regionales, que nuevamente eran miembros de EKD 1969-1991).

## Membresía
El protestantismo es la religión principal en el norte, este y centro de Alemania, con la rama reformada predominando en el extremo noroeste y en Lippe, la rama luterana en el norte y el sur, y la rama protestante unida en el centro y la Alemania Occidental. Si bien la mayoría de los cristianos en el sur de Alemania son católicos, algunas áreas en Baden-Wurtemberg y Baviera son predominantemente protestantes, como, por ejemplo, Franconia Media y la región gubernamental de Stuttgart. La gran mayoría de los protestantes alemanes pertenecen a una iglesia miembro de la EKD. Con 25.100.727 miembros en 2006, alrededor del 30 por ciento de todos los alemanes pertenecen a una iglesia miembro de la EKD. Sin embargo, la asistencia promedio a la iglesia es menor, con solo alrededor de un millón de personas asistiendo a un servicio el domingo.
Los cuerpos eclesiásticos protestantes regionales se aceptan entre sí como iguales, a pesar de las diferencias denominacionales. Ninguna iglesia miembro dirige congregaciones o iglesias en el área de otra iglesia miembro, evitando así competir entre sí por los feligreses. La única excepción es la Iglesia Evangélica Reformada, que combina congregaciones reformadas dentro de los ámbitos de iglesias miembros generalmente luteranas, que en sí mismas no incluyen las eventuales congregaciones reformadas locales. Así, por ejemplo, un luterano que se muda de un lugar donde su parroquia pertenece a una iglesia miembro luterana, sería aceptado en su nuevo lugar de domicilio por la congregación local competente dentro de otra iglesia miembro, incluso si esta iglesia y su parroquia local son de confesión reformada o protestante unida, siendo luterana intercambiable con las otras dos confesiones protestantes respectivas dentro de la EKD. Esto se debe al pleno compañerismo en el púlpito y el altar entre todas las iglesias miembros de EKD.
En esto, los ámbitos de las Iglesias miembros se asemejan a las diócesis de las Iglesias anglicanas o católicas; sin embargo, no existe una jerarquía común que supervise a las iglesias miembros, que son legalmente independientes iguales dentro de la cobertura de la EKD. Los miembros de las congregaciones dentro de las iglesias miembros, así como los de las parroquias dentro de las diócesis católicas y los inscritos en las congregaciones judías que también disfrutan del estatus de corporación legal, deben pagar un impuesto eclesiástico, un recargo sobre su impuesto sobre la renta normal recaudada por los estados federados de Alemania y pasó al cuerpo religioso respectivo.

### Galería de imágenes

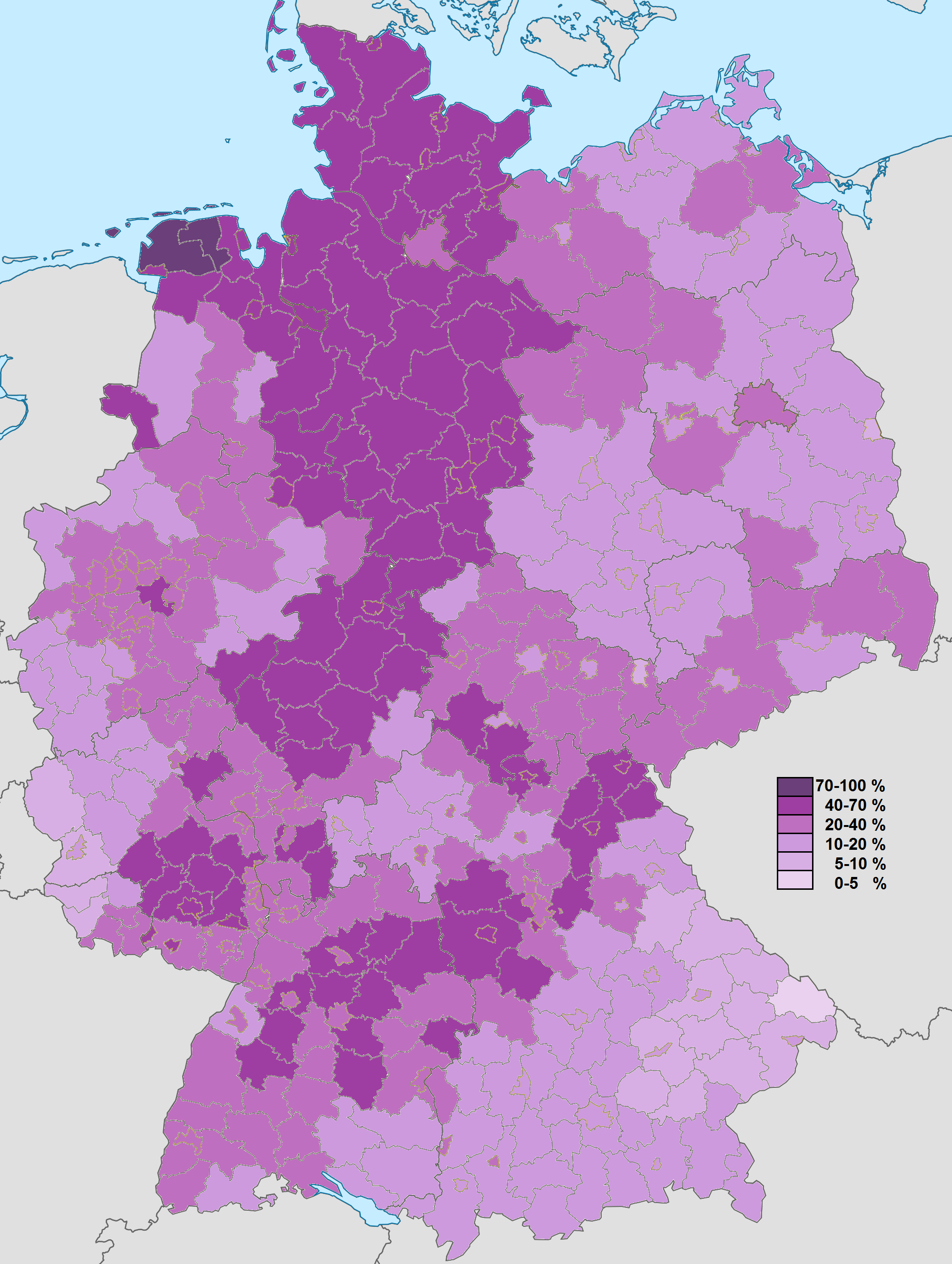
Protestantes de la EKD según el censo de 2011.
En rojo, los estados federados en los que los protestantes de la EKD superan a los católicos.
Bandera de la EKD
Otra versión utilizada por los protestantes alemanes.
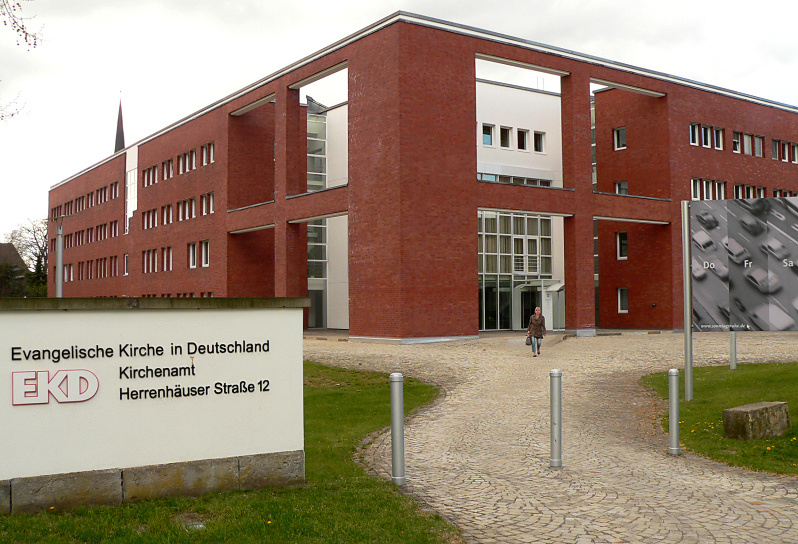
Oficina de la EKD en Hannover, Baja Sajonia, Alemania.
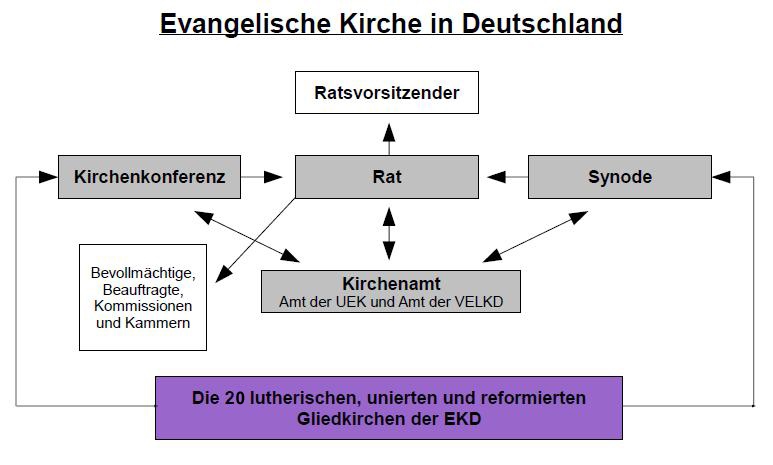
Organización interna de la EKD

## Estructura
La estructura de la EKD se basa en los principios federales. Cada iglesia regional es responsable de la vida cristiana en su propia área, mientras que cada iglesia regional tiene sus propias características especiales y conserva su independencia. La EKD realiza las tareas conjuntas que le han encomendado sus miembros. Para la ejecución de estas tareas, la Iglesia cuenta con los siguientes órganos de gobierno, todos organizados y elegidos en forma democrática:

### Sínodo
El Sínodo es la legislatura de la EKD. Tiene 126 miembros: 106 elegidos por los sínodos "Landeskirchen" y 20 nombrados por el consejo. Estos 20 son nombrados por su importancia en la vida de la Iglesia y sus agencias. Los miembros sirven términos de seis años y el sínodo se reúne anualmente.

### Presidentes del Sínodo
- 1949–1955: Gustav Heinemann
- 1955–1961: Constantin von Dietze
- 1961–1970: Hans Puttfarcken
- 1970–1973: Ludwig Raiser
- 1973–1985: Cornelius von Heyl
- 1985–2003: Jürgen Schmude
- 2003–2009: Barbara Rinke
- 2009–2013: Katrin Göring-Eckardt
- 2013-2021: Irmgard Schwaetzer
- 2021-actualidad: Anna-Nicole Heinrich

### Consejo de la EKD
El Consejo de la EKD es el órgano rector y representativo de la Iglesia Evangélica en Alemania. El Consejo de la EKD tiene 15 miembros elegidos conjuntamente por el Sínodo y la Conferencia de la Iglesia que sirven en sus cargos por seis años.

### Presidente del Consejo de la EKD
El representante de la EKD es el presidente del Consejo de la EKD.
- 1945-1949: Theophil Wurm, obispo, Württemberg
- 1949-1961: Otto Dibelius, obispo de Berlín-Brandeburgo
- 1961-1967: Kurt Scharf, presidente, obispo desde 1966, Berlín-Brandeburgo
- 1967-1973: Hermann Dietzfelbinger, obispo, Baviera
- 1973-1979: Helmut Claß, obispo, Württemberg
- 1979-1985: Eduard Lohse, obispo, Hannover
- 1985-1991: Martin Kruse, obispo de Berlín-Brandeburgo
- 1991-1997: Klaus Engelhardt, obispo, Baden
- 1997-2003: Manfred Kock, presidente, Renania
- 2003-2009: Wolfgang Huber, obispo de Berlín-Brandeburgo-Silesia Alta Lusacia
- 2009-2010: Margot Käßmann, obispo de Hannover
- 2010-2014: Nikolaus Schneider, presidente, Renania
- 2014-2021: Heinrich Bedford-Strohm, obispo, Baviera
- 2021-actualidad: Annette Kurschus, presidente, Westfalia

### Conferencia de la Iglesia (organismo permanente)
La Conferencia de la Iglesia es donde las iglesias miembros, a través de los representantes de sus juntas directivas, pueden participar directamente en el trabajo de la EKD.

### Oficina de la Iglesia de la EKD
La Oficina de la Iglesia es la administración de la EKD y es la encargada de negocios del Sínodo, del Concilio y de la Conferencia de la EKD.
Divisiones principales:
- I = Lineamiento, derecho y finanzas: Presidente Hans Ulrich Anke;
- II = Actividades religiosas y educación: Vicepresidente Thies Gundlach (desde 2010);
- III = Responsabilidad pública: Vicepresidente Horst Gorski (también jefe de la Oficina de la Iglesia Evangélica Luterana Unida de Alemania) (desde 2007);
- IV = Ecumenismo y trabajo en el extranjero: Vicepresidente Obispo Petra Bosse-Huber, obispo extranjero y jefe de la Oficina de la Unión de Iglesias Evangélicas) (desde 2014).

#### Presidente
- 1945-1948: Hans Asmussen
- 1949-1965: Heinz Brunotte
- 1966-1989: Walter Hammer
- 1989-1997: Otto von Camphausen
- 1997-2006: Valentin Schmidt
- 2006-2010: Hermann Barth
- desde 2010: Hans Ulrich Anke

La Oficina de la Iglesia EKD tiene aproximadamente 200 empleados.

### Actividades internacionales
LA EKD tiene diversas organizaciones benéficas ("Hilfswerke") bajo sus auspicios. La Gustav-Adolf-Werk (VAG) (anteriormente, Unión Gustaphus Adolphus) fue fundada en 1832 en Leipzig como la primera y mayor organización de este tipo y es responsable de ayudar a las iglesias hermanas débiles y a la diáspora protestantes, especialmente en los países católicos. Tiene sucursales separadas a nivel internacional, la organización en Austria todavía se llama Gustav-Adolf-Verein. Brot für die Welt es responsable de la ayuda internacional al desarrollo.

## Iglesias miembro (desde 2012)
La Iglesia Evangélica en Alemania se compone de 20 «iglesias regionales». A excepción de la Frisia oriental, solo hay una iglesia regional para cada territorio:
- 11 protestantes unidas (luterana y reformada);
- 7 luteranas;
- 2 reformadas.

Estos cuerpos se denominan Landeskirchen ("Iglesias regionales") aunque en la mayoría de los casos, sus territorios no corresponden a los actuales estados federales, sino a los antiguos ducados, electorados y provincias o fusiones de los mismos.
1. Iglesia Evangélica en Anhalt (Evangelische Landeskirche Anhalts), una iglesia protestante unida en Anhalt
2. Iglesia Evangélica en Baden (Evangelische Landeskirche in Baden), una iglesia protestante unida en Baden;
3. Iglesia Evangélica Luterana en Baviera (Evangelisch-Lutherische Kirche in Bayern), una iglesia luterana en Baviera;
4. Iglesia Evangélica de Berlín-Brandeburgo-Alta Lusacia Silesiana (Evangelische Kirche in Berlin-Brandenburg-schlesische Oberlausitz), una iglesia protestante unida en Berlín-Brandeburgo-Alta Lusacia Silesiana, nacida en 2004 de la fusión entre dos iglesias:
  - Evangelische Kirche in Berlin-Brandenburg, sucesora principal de la antigua Iglesia Evangélica Unida Prusiana
  - Evangelische Kirche der schlesischen Oberlausitz;
5. Iglesia Evangélica Luterana en Brunswick (Evangelisch-Lutherische Landeskirche in Braunschweig), una iglesia luterana en Brunswick;
6. Iglesia Evangélica de Bremen (Bremische Evangelische Kirche), una iglesia protestante unida en Bremen
7. Iglesia Evangélica Luterana de Hannover (Evangelisch-Lutherische Landeskirche Hannovers), una iglesia luterana en la antigua provincia de Hannover actualmente tiene jurisdicción sobre Región de Hannover;
8. Iglesia Protestante en Hesse y Nassau (Evangelische Kirche in Hessen und Nassau), una iglesia protestante unida en los antiguos territorios del Estado Popular de Hesse y de Nassau;
9. Iglesia Evangélica del Electorado de Hesse-Waldeck (Evangelische Kirche von Kurhessen-Waldeck), una iglesia protestante unida en los antiguos territorios de Hesse-Cassel y de Waldeck;
10. Iglesia de Lippe (Lippische Landeskirche), una iglesia reformada en Lippe;
11. Iglesia Evangélica de la Alemania Central-Iglesia Protestante en Alemania Central (Evangelische Kirche in Mitteldeutschland), una iglesia protestante unida que se creó en 2009 a partir de la fusión de:
  - Iglesia Evangélica de la Provincia eclesial de Sajonia (Evangelische Kirche der Kirchenprovinz Sachsen) (provincia de Sajonia);
  - Iglesia Evangélica Luterana en Turingia (Evangelisch-Lutherische Kirche in Thüringen) (Turingia);
12. Iglesia Evangélica Luterana en el Norte de Alemania (Evangelisch-Lutherische Kirche in Norddeutschland), una iglesia luterana que se creó en 2012 a partir de la fusión de:
  - Iglesia Evangélica Luterana del Norte del Elba (Nordelbische Evangelisch-Lutherische Kirche), una iglesia luterana en el Norte de Alemania;
  - Iglesia Evangélica Luterana de Mecklemburgo (Evangelisch-Lutherische Landeskirche Mecklenburgs), una iglesia luterana en Mecklemburgo;
  - Iglesia Evangélica de Pomerania (Pommersche Evangelische Kirche), una iglesia protestante unida en Pomerania;
13. Iglesia Evangélica Luterana en Oldemburgo (Evangelisch-Lutherische Kirche in Oldenburg), una iglesia luterana en Oldemburgo;
14. Iglesia Evangélica del Palatinado (Evangelische Kirche der Pfalz) o Protestantische Landeskirche, una iglesia protestante unida en el Palatinado;
15. Iglesia Evangélica en Renania (Evangelische Kirche im Rheinland), una iglesia protestante unida en Renania;
16. Iglesia Evangélica Luterana de Sajonia (Evangelisch-Lutherische Landeskirche Sachsens), una iglesia luterana en Sajonia;
17. Iglesia Evangélica Luterana de Schaumburg-Lippe (Evangelisch-Lutherische Landeskirche Schaumburg-Lippe), una iglesia luterana en Schaumburg-Lippe;
18. Iglesia Evangélica de Westfalia (Evangelische Kirche von Westfalen), una iglesia protestante unida en Westfalia;
19. Iglesia Evangélica de Wurtemberg (Evangelische Landeskirche in Württemberg), una iglesia luterana en Wurtemberg;
20. Iglesia Evangélica Reformada en Baviera y en el Noroeste de Alemania-Iglesia Evangélica Reformada (Iglesia regional) (Evangelisch-reformierte Kirche (Landeskirche)), una iglesia reformada, que abarca los territorios de n.º 3, 5, 7, 12, 16, 17 y 19.

La Iglesia morava y la Federación de Congregaciones Evangélicas Reformadas son miembros asociados.

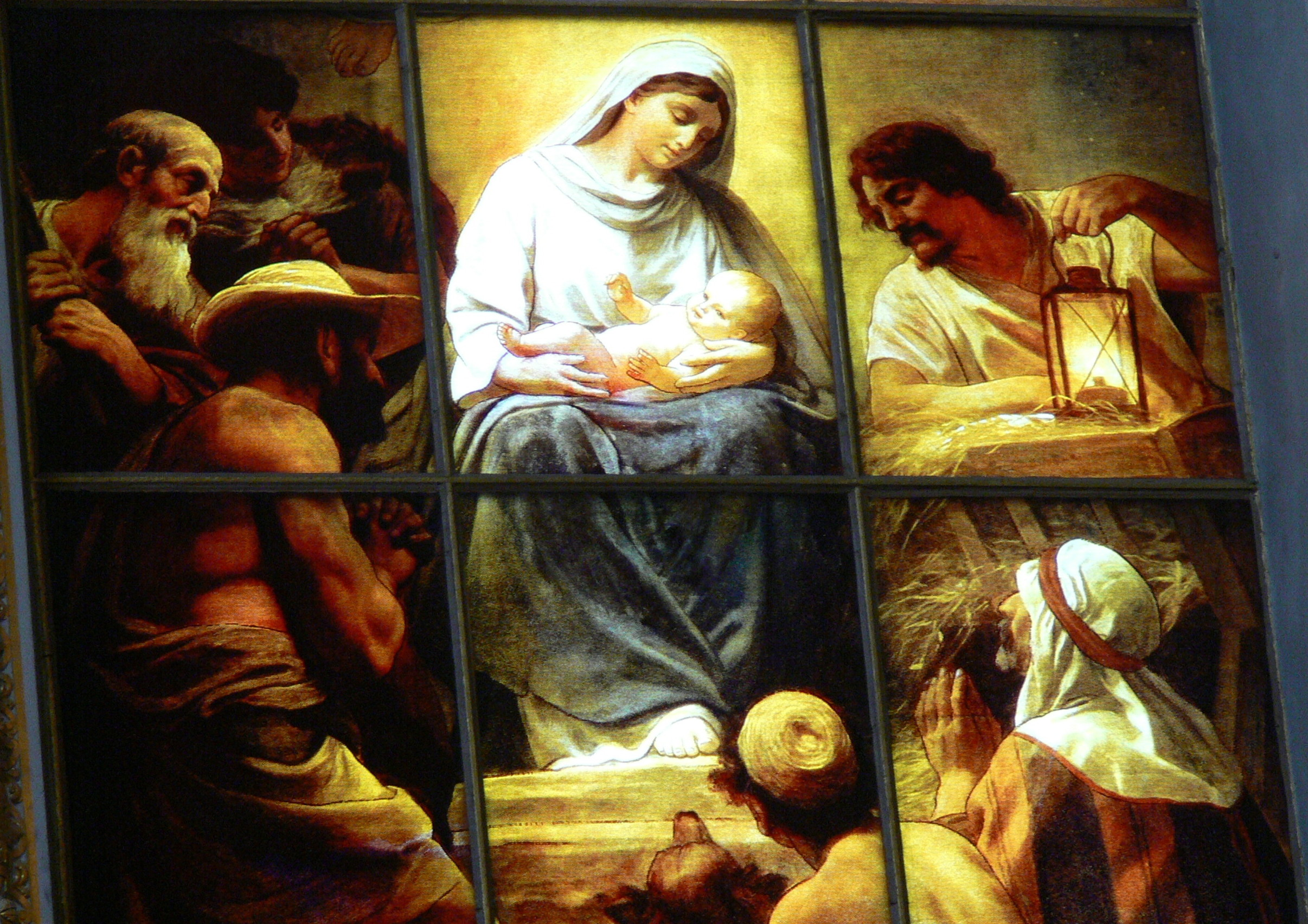
Imagen de María en la catedral evangélica de Berlín

Un edificio notable de esta Iglesia es la catedral de Berlín.
La Iglesia Evangélica en Alemania mantiene también estrechas relaciones con la Iglesia Evangélica española, la Iglesia evangélica del Río de la Plata y la Iglesia evangélica luterana en Estados Unidos.